# Centre Ovidi Montllor
El Centre Ovidi Montllor és un centre cultural i cívic de la ciutat d'Alcoi.
En l'esfera d'actuació té dos aspectes. Per una banda, es planifiquen iniciatives de naturalesa cultural i social, i destaquen les exposicions d'art, jornades, concerts, conferències i activitats infantils; també la coordinació de movilitzacions cíviques. Per una altra banda, el CCOM és un espai que té com a finalitat divulgar i guardar la memòria del cantautor alcoià Ovidi Montllor a través de diverses accions.
Entre aquestes, sobreïx la classificació i conservació de l'arxiu personal de Montllor, així com la recuperació de tota la materia audiovisual on és el protagonista. Una de les fites obtingudes pel Centre Ovidi Montllor va ser l'actuació en la constitució popular de l'Any Ovidi l'any 2005, quan es van complir deu anys de la seua mort. Aquell any es van celebrar nombrosos actes en record de la seua memòria. La primera administradora del CCOM fou la sociòloga Sandra Obiol.